# Stuart Gordon

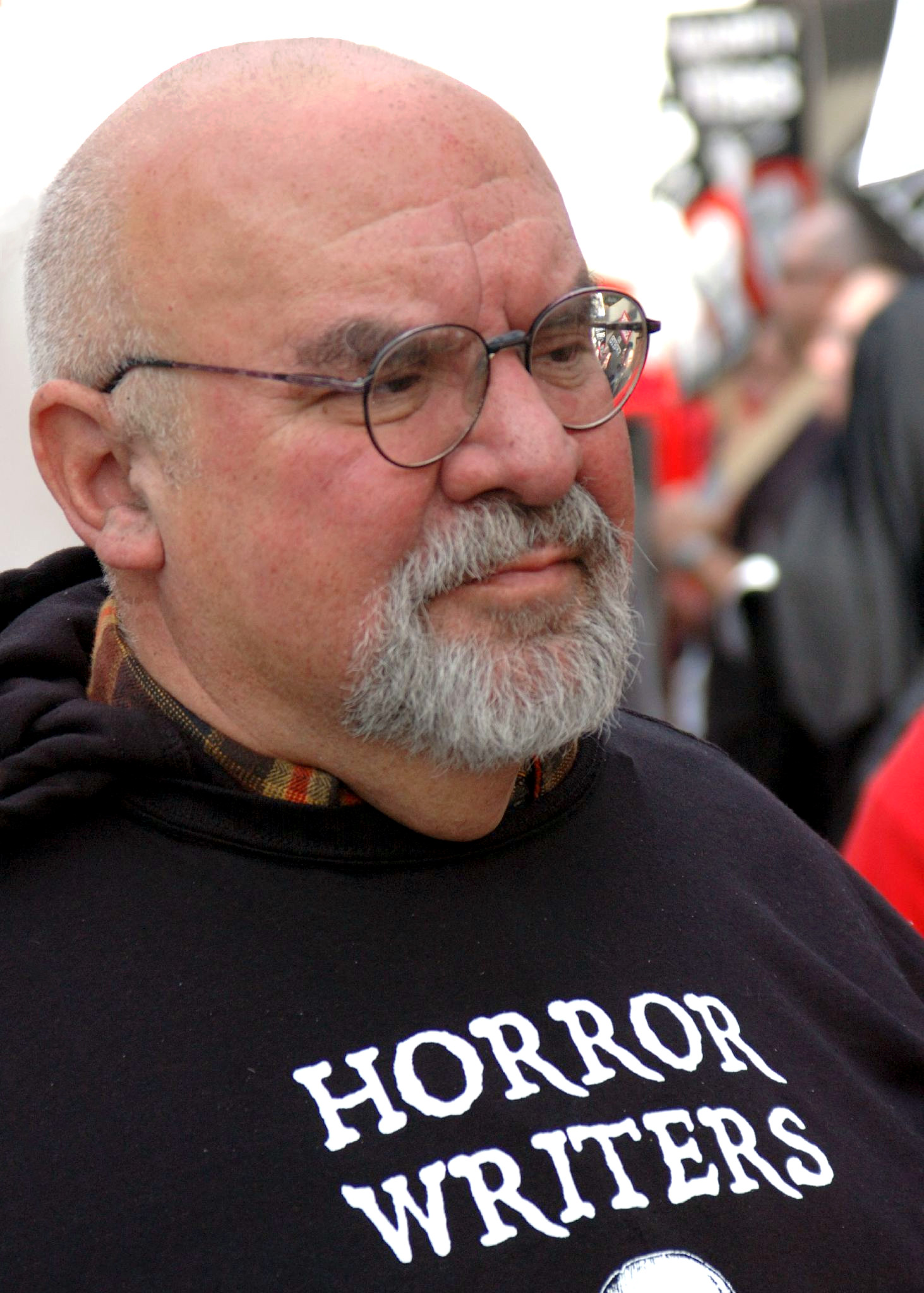
Stuart Gordon während des Streiks der WGA im Jahr 2007

Stuart Alan Gordon (* 11. August 1947 in Chicago, Illinois; † 24. März 2020 in Van Nuys, Kalifornien) war ein US-amerikanischer Regisseur, Produzent und Drehbuchautor vor allem von Horror- und Splatterfilmen.

## Leben
Gordon begann seine Filmkarriere mit dem Kultfilm Re-Animator im Jahre 1985, mit welchem er großen Einfluss auf das Genre des Splatterfilms hatte. Der Film basierte auf einer Erzählung von H. P. Lovecraft. Gordon verfilmte in Folge noch einige weitere Lovecraft-Vorlagen, wenn auch meist eher frei (darunter From Beyond, Castle Freak und Dagon), was dem Regisseur den Ruf eines „Lovecraft-Spezialisten“ einbrachte. Die Titelrolle in Re-Animator spielte Jeffrey Combs, der auch in vielen weiteren Filmen von Gordon in Haupt- oder Nebenrollen eingesetzt wurde.
Zuvor war Gordon seit Ende der 1960er Jahre bereits durch seine Theaterarbeiten bekannt geworden; insgesamt produzierte und inszenierte Gordon, vorwiegend in drei nacheinander gegründeten eigenen Theatern, mehr als 40 Theaterstücke, darunter 1974 die Uraufführung von Sexual Perversity in Chicago von David Mamet und mehrere weitere Weltpremieren. Bis zuletzt blieb er dem Theater als Regisseur und Autor verbunden. Sein Film Edmond von 2005 basiert auf einem Bühnenstück von David Mamet. 
Seit 1968 war Gordon mit Carolyn Purdy-Gordon verheiratet, mit der er seine Theaterarbeiten realisierte und die auch in einigen seiner Filme kleine Rollen übernahm. Gemeinsam gründeten sie auch eine Theatergruppe. Aus der Verbindung gingen drei Töchter hervor.  
Neben Lovecraft galt Gordons Interesse auch immer wieder dem Werk von Edgar Allan Poe. Meister des Grauens ist eine freie Adaption von Poes Kurzgeschichte Die Grube und das Pendel, während The Black Cat (eine Episode der TV-Serie Masters of Horror) Poes gleichnamige Story mit seinem Leben in Verbindung bringt (den Poe verkörpert hier Jeffrey Combs). Außerdem schrieb und inszenierte Gordon über Poe für die Bühne das Monodrama Nevermore (ab 2010, wieder mit Combs als Poe). Der Plan, aus dem Theaterstück einen Film zu machen, wurde nicht realisiert.
Gordon starb im März 2020 im Alter von 72 Jahren.

## Filmografie (Auswahl)
Regie
- 1985: Re-Animator
- 1986: From Beyond – Aliens des Grauens (From Beyond)
- 1987: Dolls
- 1990: Daughter of Darkness
- 1990: Meister des Grauens (The Pit and the Pendulum)
- 1990: Robot Jox – Die Schlacht der Stahlgiganten (Robot Jox)
- 1993: Fortress – Die Festung (Fortress)
- 1995: Castle Freak
- 1997: Liebling, ich habe die Kinder geschrumpft (Honey, I Shrunk the Kids: The TV Show, Fernsehserie, eine Episode)
- 1998: Ein Anzug für jede Gelegenheit (The Wonderful Ice Cream Suit)
- 1998: Progeny – Höllenbrut (Progeny)
- 2001: Dagon
- 2002: Deathbed
- 2003: King of the Ants
- 2005/2007: Masters of Horror (Episode: H. P. Lovecraft’s Dreams in the Witch-House und E. A. Poe’s The Black Cat)
- 2005: Edmond
- 2007: Stuck
- 2008: Fear Itself (Episode: Eater)

Drehbuch und Regie
- 1985: Re-Animator

Drehbuch
- 1989: Liebling, ich habe die Kinder geschrumpft (Honey, I Shrunk the Kids)
- 1992: Liebling, jetzt haben wir ein Riesenbaby (Honey, I Blew Up the Kid)
- 1993: Body Snatchers – Angriff der Körperfresser (Body Snatchers)
- 1996: The Dentist

Drehbuch, Regie und Produktion
- 1996: Space Truckers